# Mike Ratledge
Pour les articles homonymes, voir Ratledge.
Michael Roland Ratledge dit Mike Ratledge, né le 6 mai 1943 à Maidstone et mort le 5 février 2025 dans le Kent, est un musicien britannique, plus précisément claviériste.
Il appartient à l'école dite de Canterbury et est un membre important de Soft Machine, qu'il forme en 1966 avec trois autres musiciens, le guitariste Daevid Allen, le bassiste Kevin Ayers et le batteur Robert Wyatt.

## Biographie et carrière
Mike Ratledge est né à Maidstone dans le Kent. Dans son enfance, il reçoit une formation musicale classique, qui correspond aux goûts de ses parents. Il apprend le piano, et joue des pièces classiques pour piano et clarinette avec son ami Brian Hopper, qui est son condisciple à la Simon Langton School de Canterbury.
Dans cette même école, Ratledge fait également la connaissance de Robert Wyatt et de Hugh Hopper le jeune frère de Brian. En 1961, il rencontre Daevid Allen, qui l'initie au jazz. Ratledge découvre alors les pièces pour piano de Cecil Taylor, puis devient familier de la musique de Thelonious Monk, Miles Davis et John Coltrane. En 1963, il joue parfois avec le Daevid Allen Trio, avec Hugh Hopper à la basse et Robert Wyatt à la batterie. Il existe un enregistrement live réalisé lors d'un concert au Marquee Club de Londres en 1963 avec un enregistreur monophonique à cassette Phillips dont le micro était dirigé vers la scène. Cet enregistrement est disponible sur le label Voiceprint et publié en 1993.
Au contraire de ses amis, Ratledge souhaite continuer ses études, notamment à l'University College, où il obtient des diplômes en psychologie et en philosophie. Dans le même temps, il prend des leçons de musique et reçoit l'enseignement des musiciens de jazz d'avant-garde Mal Dean et Rab Spall. Une fois diplômé de l'université d'Oxford, Ratledge avait l'intention de s'inscrire dans une université aux États-Unis, mais son inscription trop tardive ne fut pas acceptée.
En 1966, ses amis Robert Wyatt à la batterie et au chant, Daevid Allen à la guitare et au chant et Kevin Ayers à la basse et aussi au chant forment Soft Machine et proposent à Ratledge de les rejoindre. Ils enregistrent quelques démos qui paraîtront en 1980 sous le titre Jet Propelled photographs dans la collection Les Génies du rock. Dans les années qui suivent, il y eut de nombreux changements dans la composition du groupe jusqu'à ce que en 1970, au départ de Robert Wyatt, Ratledge reste le dernier membre de l'équipe originelle.
Le 15 avril 1967, Mike a épousé la chanteuse et romancière américaine Marsha Hunt. En 1969, elle et son groupe, White Trash, jouent aux festivals Jazz Bilzen ainsi qu'à l’île de Wight.
En marge de Soft Machine, en 1970, Mike Ratledge, Hugh Hopper et Robert Wyatt assistent David Gilmour et Roger Waters sur le deuxième album solo de Syd Barrett intitulé The Madcap Laughs, ils jouent sur deux chansons No good trying & Love You. Les autres musiciens sur cet album sont Vic Seywell à la trompette, Jerry Shirley et John Willie Wilson à la batterie.
En novembre 1973, Mike Ratledge et Karl Jenkins participent à une exécution en studio des Tubular Bells de Mike Oldfield filmée par la BBC. L'enregistrement est disponible dans le DVD de Mike Oldfield intitulé Elements - The Best of Mike Oldfield publié en 1993.
En 1976, Ratledge décide de quitter Soft Machine après l'album Softs sur lequel il ne joue que sur 2 pièces, confiant le groupe à la supervision de Karl Jenkins. Différentes informations circulent alors sur une éventuelle carrière solo, mais cette dernière ne se concrétise pas. En 1977, Ratledge compose et réalise la bande sonore du film Riddles of the Sphinx, il joue sur un prototype de synthétiseur inventé par son ami Denys Irving. En 1978, Ratledge et Jenkins participent à la création d'un album sous le vocable Planet Earth, avec le claviériste Trevor Bastow, le percussionniste Tristam Fry et d'autres musiciens de studio. En 1979, Mike et Karl produisent avec Mike Thorne un disque de musique électronique et de collages à saveur disco, Plaza pour lequel ils composent aussi 6 pièces. En 1980, ils remettent le couvert en tant que musiciens cette fois sous le nom de Rollercoaster et publient un album, Wonderin' avec plus ou moins la même équipe de musiciens. Il s'agit d'un album hommage à Stevie Wonder d'où le titre Wonderin', avec d'anciens musiciens de Nucleus et Soft Machine.
Dans les années 1980, Mike se consacra à la composition et à la production musicale pour la publicité et le théâtre, notamment en collaboration avec Karl Jenkins. En 1988, Mike retravaille avec Jenkins et Ron Aspery et produisent sous le nom de JAR Project (Jenkins Aspery Ratledge), un single avec en face A une reprise du classique Only you des Platters, et en face B une composition de Jenkins Ballad From An Unmade Movie. En 1995, Jenkins entraîne Ratledge dans le projet Adiemus avec Miriam Stockley. Sur le premier album d'Adiemus, intitulé Songs of Sanctuary, le rôle de Ratledge est toutefois limité à la coproduction avec Karl Jenkins, ainsi qu'à la programmation des percussions électroniques. Il ne collabore d'ailleurs pas aux albums suivants d'Adiemus.
Le style de Mike Ratledge a continuellement évolué depuis l'époque psychédélique, voire pataphysique des deux premiers albums de Soft Machine jusqu'au jazz-rock de l'album Bundles, évoquant Mahavishnu et John McLaughlin. Bien qu'il soit un instrumentiste reconnu, son intérêt pour la composition ira sans cesse croissant.
Instrumentalement, son jeu d'orgue est très caractéristique et constitue une marque distinctive des premiers albums, avant que le saxophone puis la guitare ne prennent progressivement le pas dans les solos. Plus tard, Ratledge s'investira également beaucoup dans le piano électrique, d'abord sur un pianet Hohner, puis sur un Fender Rhodes. Venu plus tardivement au synthétiseur que nombre de ses contemporains, il a laissé le souvenir d'une grande inventivité sur son clavier EMS.
Pour la chanson Moon in June de près de vingt minutes pour l'album Third de 1970, Ratledge ayant refusé de la jouer en studio, Robert Wyatt dut ainsi tout faire lui-même, à savoir le piano, le Mellotron, l'orgue Hammond et la basse en plus de la batterie et du chant. De même en concert, Ratledge accepta à contrecœur de jouer la chanson mais seulement une partie. La chanson Was a friend de Robert Wyatt de l'album Shleep de 1997, a été inspirée à ce dernier par les relations difficiles qu'il avait avec Mike Ratledge.

## Discographie

### Soft Machine

#### Albums studio
- 1968 : The Soft Machine
- 1969 : Volume two
- 1970 : Third
- 1971 : Fourth
- 1972 : Fifth
- 1973 : Six
- 1973 : Seven
- 1975 : Bundles
- 1976 : Softs - Mike Ratledge n'apparaît que sur deux pièces, au synthétiseur : Ban-Ban-Caliban et The song of Aeolus.

#### Albums live
- 1988 : Live At The Proms 1970
- 1990 : The Peel Sessions
- 1990 : Moon In June
- 1993 : BBC Radio 1 Live In Concert Vol 1
- 1974 : BBC Radio 1 Live In Concert Vol 2
- 1995 : Live At The Paradiso 1969
- 1995 : Live In France
- 1998 : Live 1970 - Concerts du 13 ou 14 février 1970 à la London School of Economics, ainsi que du 13 août 1970 au Royal Albert Hall.
- 1998 : Virtually - Concert du 23 mars 1971 au Gondel Filmkunsttheater, Bremen, Allemagne.
- 2000 : Noisette - Concert du 4 janvier 1970 au Fairfield Hall, Croydon.
- 2002 : Facelift - Concert du 26 avril 1970 au Faifield Hall, Croydon.
- 2002 : Backwards - Concerts Mai 1970 à Londres, Novembre 1969 à Paris et à la mi 1969 à Londres.
- 2003 : BBC Radio 1971 - 1974
- 2003 : BBC Radio 1967 - 1971
- 2004 : Somewhere In Soho - Concerts au Ronnie Scott's Jazz Club du 20 au 25 avril 1970.
- 2015 : Switzerland 1974 - Concert du 4 juillet 1974 au Congress Hall, Montreux, en Suisse. Contient un DVD du concert.

#### Compilations
- 1968 : Jet-Propelled Photographs - Réédité en 1980 sous le titre At The Beginning dans la collection Les Génies du rock.
- 1996 : Spaced
- 2001 : Soft Machine Turns On Volume 1 - Quelques plages ont été enregistrées en concert et d'autres proviennent de studios variés.
- 2001 : Soft Machine Turns On Volume 2 - Compilations de concerts différents.

### Avec Kevin Ayers
- 1969 : Joy Of A Toy - Claviers sur Song For Insane Times Avec Soft Machine.
- 1973 : Bananamour : Orgue sur Interview.
- 1974 : The Confessions Of Dr. Dream And Other Stories - Orgue sur Part Four: Dr. Dream Theme.
- 1996 : Singing The Bruise - Orgue sur Why Are We Sleeping? & You Say You Like My Hat - Aussi présents sur l'album, Robert Wyatt, Elton Dean, Hugh Hopper, Mike Oldfield, David Bedford, Lol Coxhill, Nick Evans, etc.
- 1996 : First Show In The Appearance Business : Orgue sur Interview, O Wot A Dream & Shouting In A Bucket Blues.

### Avec Syd Barrett
- 1970 : The Madcap Laughs (Harvest – SHVL 765) - Orgue sur No good trying & Love You
- 1976 : Syd Barrett (Harvest – 10 C 154 50 350) - Les 2 albums solos de l'ex-Pink Floyd réunis en un seul. Album double.
- 1988 : Opel (Harvest – SHSP 4126) - Orgue sur Clowns & Jugglers (Octopus).
- 1993 : Crazy Diamond (Harvest – SYD BOX 1) - Coffret 3 CD réunissant tous les enregistrements solos de Syd Barrett.

### Avec Elton Dean
- 1971 : Elton Dean - Avec Roy Babbington, Mark Charig, Phil Howard, Neville Whitehead, Eddy Offord ingénieur. Mike joue le piano électrique et l'orgue sur deux pièces.

### Avec Planet Earth
- 1978 : Planet Earth - Avec Karl Jenkins, Tristan Fry, etc.

### Avec Rollercoaster
- 1980 : Wonderin' - Avec Karl Jenkins, Dick Morrisey, Ray Warleigh, etc.

### Avec Karl Jenkins
- 1980 : Wonderin' (Ronnie Scott's Record Productions)- Album hommage à Stevie Wonder, avec Mike Ratledge et Karl Jenkins entre autres.
- 1981 : Cuts For Commercials Volume 3 (Music De Wolfe DWS/LP 3450)
- 1981 : For Christmas, For Children (Music De Wolfe DWS/LP 3464)
- 1995 : Adiemus – Songs Of Sanctuary (Venture – CDVE 925) - Programmation des percussions, Production.
- 2010 : Movement (Voiceprint – VP516CD)
- 2010 : Some Shufflin' (Voiceprint – VP122CD)

### Avec JAR
- 1988 : Only You/Ballad From An Unmade Movie - Single du Projet Jenkins Aspery Ratledge, JAR.

### Avec Daevid Allen Trio
- 1993 : Live 1963 (Voiceprint - VP122CD)

### Avec Mike Oldfield
- 1993 : Mike Oldfield - Tubular Bells - BBC 1974 (DVD5/Proshot Broadcast).

### Avec The Wilde Flowers
- 1994 : Tales Of Canterbury - The Wilde Flowers Story (Voiceprint - VPB123CD / VP 123)
- 2015 : The Wilde Flowers (Floating World Records – FLOATCD6250) - Album Double

### Dans la sérieCanterburied Sounds
- 1998 : Canterburied Sounds Vol.1 (Voiceprint - VP 201) - Contient des pièces de Mike Ratledge & Robert Wyatt, The Wilde Flowers, Brian & Hugh Hopper M. Ratledge & R.Wyatt et finalement une de Mike Ratledge seul au piano.
- 1998 : Canterburied Sounds Vol.2 (Voiceprint - VP 202) - Contient une pièce de Soft Machine et une de Ratledge et Wyatt.
- 1998 : Canterburied Sounds Vol.3 (Voiceprint - VP 203) - Contient 3 pièces de Ratledge et Wyatt.
- 1998 : Canterburied Sounds Vol.4 (Voiceprint - VP 204) - Contient 1 pièce avec B. Hopper M. Ratledge R. Wyatt & 1 Guitariste non identifié, 1 pièce avec Ratledge Wyatt et 1 Guitariste non identifié, 1 pièce avec B. & H. Hopper M. Ratledge R Wyatt, et une pièce de Ratledge seul.

### Canterbury Tales
- 2001 : Canterbury Tales/Nuggets From The Psychedelic Underground (Eagle Records - EEECD006) 3xCD - Contient 3 pièces des Wilde Flowers avec Mike Ratledge.

### Musique de film
- 2013 : Riddles Of The Sphinx (Mordant Music MM066).

### Production
- 1979 : Plaza de Plaza - Produit cet album avec Karl Jenkins et Mike Thorne.

Pour une plus ample discographie de Mike Ratledge, autant avec The Wilde Flowers qu'avec Soft Machine et ultérieurement, consulter le site consacré à Robert Wyatt et à sa propre discographie, http://www.disco-robertwyatt.com/ - Ce site contient des informations et une discographie, ainsi que les crédits pour chacun des albums qui y sont listés.

## Sources
- Soft Machine Site Officiel : http://www.cuneiformrecords.com/bandshtml/softmachine.html
- « Mike Ratledge », sur calyx-canterbury.fr (consulté le 31 décembre 2023)
- « Robert Wyatt - Les années Before », sur disco-robertwyatt.com (consulté le 31 décembre 2023)
- « Robert Wyatt - Soft Machine », sur disco-robertwyatt.com (consulté le 31 décembre 2023)
- « Robert Wyatt - Bootlegs », sur disco-robertwyatt.com (consulté le 31 décembre 2023)